# Jerónimo de Sosa

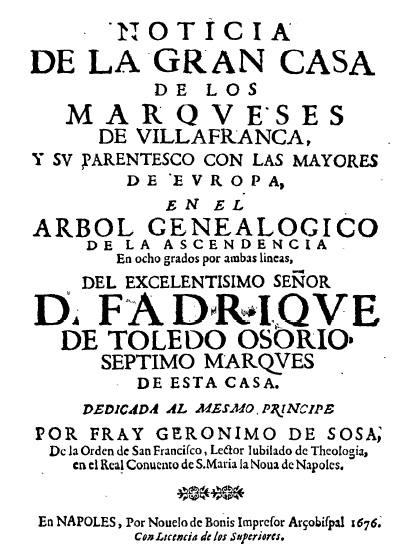
A Noticia de la gran casa címlapja

Jerónimo de Sosa (?–1711) spanyol ferences rendi szerzetes, genealógus. A neve előfordul Hieronymus, Jerome és Geronimo de Sosa alakban is. A Santa Maria La Nova királyi monostor teológiatanára volt Nápolyban. Noticia de la gran casa de los marqueses de Villafranca (1676) című művében  népszerűsítette azt az ősszámozási módszert, melyet Michaël Eytzinger dolgozott ki, majd ezt Karl von Stephan Kekulé Stradonitz fejlesztett tovább, mely Sosa–Stradonitz vagy Ahnentafel-módszerként vált ismertté.  

## Művei
- Noticia de la gran casa de Villafranca, y su parentesco con las mayores de Europa en el arbol genealogico de la ascendencia ... del excelentisimo señor D. Fadrique de Toledo Osorio ... Nápoly, 1676
- SOSA, Fray Jerónimo de: Noticia de la Gran Casa de los Marqueses de Villafranca, y su parentesco con las mayores de Europa, Novelo de Bonis, impresor arzobispal de Nápoles, 1676  (fakszimile kiadás).
- Interrupti certaminis instauratio de distinctione Spiritus Sancti a Filio, si per impossibile ab illo non procederet. Et praecipue de mente beati Gregorij Nysseni in hoc puncto. ... A Fr. Hieronymo de Sosa ... Nápoly, 1679
- Futurorum contingentium Polysophia seclusis decretis omnibus, et scientia media, ad mentem doctoris subtilis : Matri Virgini absque originali labe conceptae. Párizs, 1680

## Kapcsolódó szócikk
- Kekulé számozási rendszer